# 10289 Geoffperry
A 10289 Geoffperry (ideiglenes jelöléssel 1984 QS) a Naprendszer kisbolygóövében található aszteroida. Oak Ridge Observatory fedezte fel 1984. augusztus 24-én.